# 1023

1023(천이십삼)은 1022보다 크고 1024보다 작은 자연수다.

## 수학
- 합성수로, 그 약수는 1, 3, 11, 31, 33, 93, 341, 1023이다. 진약수의 합은 513이므로 1023은 부족수다.
- 142번째 쐐기수다. 앞의 쐐기수는 1022, 다음 쐐기수는 1030이다.
  - 46번째 홀수 쐐기수다. 앞의 홀수 쐐기수는 1015, 다음은 1045다.
- {\displaystyle 1023=2^{10}-1}
  - 10번째 메르센 수로, 2의 10제곱에서 1을 뺀 수다.
- {\displaystyle 1023=193+197+199+211+223}
  - 연속하는 소수(素數) 5개의 합으로 나타낼 수 있으며 이 성질을 지닌 앞의 수는 991, 다음 수는 1057이다.
- {\displaystyle 1023=31\times 33}
  - 연속하는 두 홀수의 곱으로 나타낼 수 있으며, 이 성질을 지닌 앞의 수는 899, 다음 수는 1155다.

## 과학
- NGC 1023(영어판): 페르세우스자리 방향에 있는 막대 렌즈형은하.
- 1023 토마나(영어판): 소행성.

## 교통
- 1023번 지방도: 경상남도 하동군 화개면에서 경상남도 함양군 함양읍 구룡리까지 이어지는 대한민국의 지방도.
- 1023번 홋카이도도(일본어판): 홋카이도 에사시군 에사시정 내를 관통하는 일본의 도도.

## 군사
- U-1023(영어판): 제2차 세계 대전에 사용된 나치 독일의 군용 잠수함.

## 문화유산
- 대한민국의 보물 제1023호: 청자 상감‘상약국’명 음각운룡문 합

## 기타
- 날짜: 10월 23일
- 연도: 1023년, 기원전 1023년

## 같이 보기
- 1000